# Venom (2005)
Venom (título homônimo no Brasil e Portugal) é um filme estadunidense lançado em 2005 do gênero terror.
O filme acontece em uma pequena cidade da Louisiana, nos Estados Unidos, e teve locações na Louisiana e partes em Utah.

## Sinopse
Bons sustos são garantidos nessa mistura de suspense e terror com um apelo grupo de adolescente, até por usar protagonistas nessa faixa etária para lidarem com um problema de gente grande. A trama mistura vodu e possessões de espíritos malignos. Assim, tudo começa quando um jovem é morto de uma forma nada convencional com a utilização de magia vodu. Quando jovens decidem investigar o que está acontecendo, eles descobrem que na verdade o corpo do morto está possuído por um espírito do mal, junto com outros corpos de jovens. Assim, os que estão vivos devem combater o perigo e lutar para manter a própria vida, caso contrário será o fim de todos e a vitória total dessas forças do mal.
Desde o lançamento dos filmes Halloween (1978), Sexta-Feira 13 (1980) e A Hora do Pesadelo (1984), Hollywood tenta criar uma nova franquia de horror que atinja o mesmo sucesso. Mas, as novas tentativas, acabaram fracassando pelo mesmo motivo que essas franquias originais perderam o impacto com o público: o esgotamento da fórmula. Os três casos citados acima dividem um ponto em comum: uma ideia fez grande sucesso — em termos relativos ao orçamento dos filmes — e foram surgindo sequências onde apenas era repetida a mesma ideia básica. A longevidade das séries deve-se mais ao culto aos personagens principais Michael Myers, Jason Voorhees e Freddy Krueger. As continuações não passavam de repetição dos capítulos anteriores. O esgotamento da fórmula chegou a tal ponto que Halloween foi refilmado em 2007.
Venom é mais uma tentativa de criar-se uma franquia de terror com um personagem cultuado, mas para tanto utiliza-se dos mesmos recursos usados e abusados desde o final dos anos 70 até início dos anos 90. Segue o mesmo modelo já esgotado onde o ser humano é transformado em uma força do mal indestrutível, buscando apenas a matança descabida de propósito para ser destruído e retornar em uma próxima seqüência.

## Elenco
- Agnes Bruckner .... Eden
- Jonathan Jackson .... Eric
- Laura Ramsey .... Rachel
- D.J. Cotrona .... Sean
- Rick Cramer .... Ray
- Meagan Good .... Cece
- Bijou Phillips .... Tammy
- Method Man .... Deputy Turner
- Pawel Szajda .... Ricky
- Davetta Sherwood .... Patty
- Stacey Travis .... Laura
- Marcus Lyle Brown .... Terry
- James Pickens Jr. .... Sheriff
- Deborah Duke .... Miss Emmie